# Władysław Bartoszewski
Władysław Bartoszewski, poljski politik, novinar, pisatelj in akademik, * 19. februar 1922, Varšava † 24. april 2015, Varšava.
Bartoszewski je bil veleposlanik Poljske v Avstriji (1990–1995) in minister za zunanje zadeve Poljske (1995-2000). Med letoma 1997 in 2001 je bil tudi član Senata Poljske.
Bil je član Evropske akademije znanosti in umetnosti.